# Reports on Progress in Physics
Reports on Progress in Physics (abrégé en Rep. Prog. Phys.) est une revue scientifique à comité de lecture qui publie des articles de revue dans tous les domaines de la physique.
D'après le Journal Citation Reports, le facteur d'impact de ce journal était de 12,933 en 2015. L'actuelle directrice de publication est Gordon Baym (Université de l'Illinois à Urbana-Champaign, États-Unis).